# District de Cần Giuộc
Cần Giuộc est un district de la province de Long An dans le delta du Mékong au sud du Viêt Nam. 

## Géographie
La superficie du district de Cần Giuộc est de 211 km2. 
Le chef lieu du district est Cần Giuộc.